# Potentilla nivea
Potentilla nivea — вид трав'янистих рослин родини розові (Rosaceae), поширений в арктично-альпійських зонах Північної Америки, Європи й Азії. Етимологія: лат. niveus — «сніжний, сніжно-білий».

## Опис
Це багаторічні поодинокі трави з центральним коренем 5–20 см (ssp. nivea) чи 15–30 см (ssp. chamissonis) заввишки. Стебла висхідні, волохаті, часто червонуваті. Прикореневі листи довгочерешкові. Стеблеві листки чергові, від короткочерешкових до без черешкових. Листові пластини 0.9–2.0(2.5) × 0.9–2.0(2.5), складаються з 3 листових фрагментів (іноді 5). Листові фрагменти еліптично-обернено-яйцюваті, зверху зелені, знизу біловолосі. 
Квіти ростуть у кластерах по 1–8 квіток. Віночки радіально-симетричні, жовті, 1–2 см в ширину; пелюсток п'ять, 6–9 мм завдовжки, трохи довші, ніж чашолистки. Чашечки 5-лопатеві. Тичинок 10–30. Сім'янки 1.1–1.5 мм.

## Відтворення
Розмноження насінням статеве і безстатеве; немає вегетативного розмноження. Квіти пристосовані до запилення комахами, але можливе безстатеве утворення насіння. Немає спеціальних пристосувань для поширення насіння.

## Поширення
Північна Америка (Ґренландія, Канада, США); Європа (Австрія, Швейцарія, Італія, Франція, Норвегія [вкл. Шпіцберген], Швеція, Фінляндія); Азія (Росія, Китай, Японія, Корея, Казахстан, Монголія). 
Населяє добре дреновані, відкриті ділянки, скельні уступи й виходи, грубий мінеральний ґрунт, вапняні субстрати. 

## Галерея

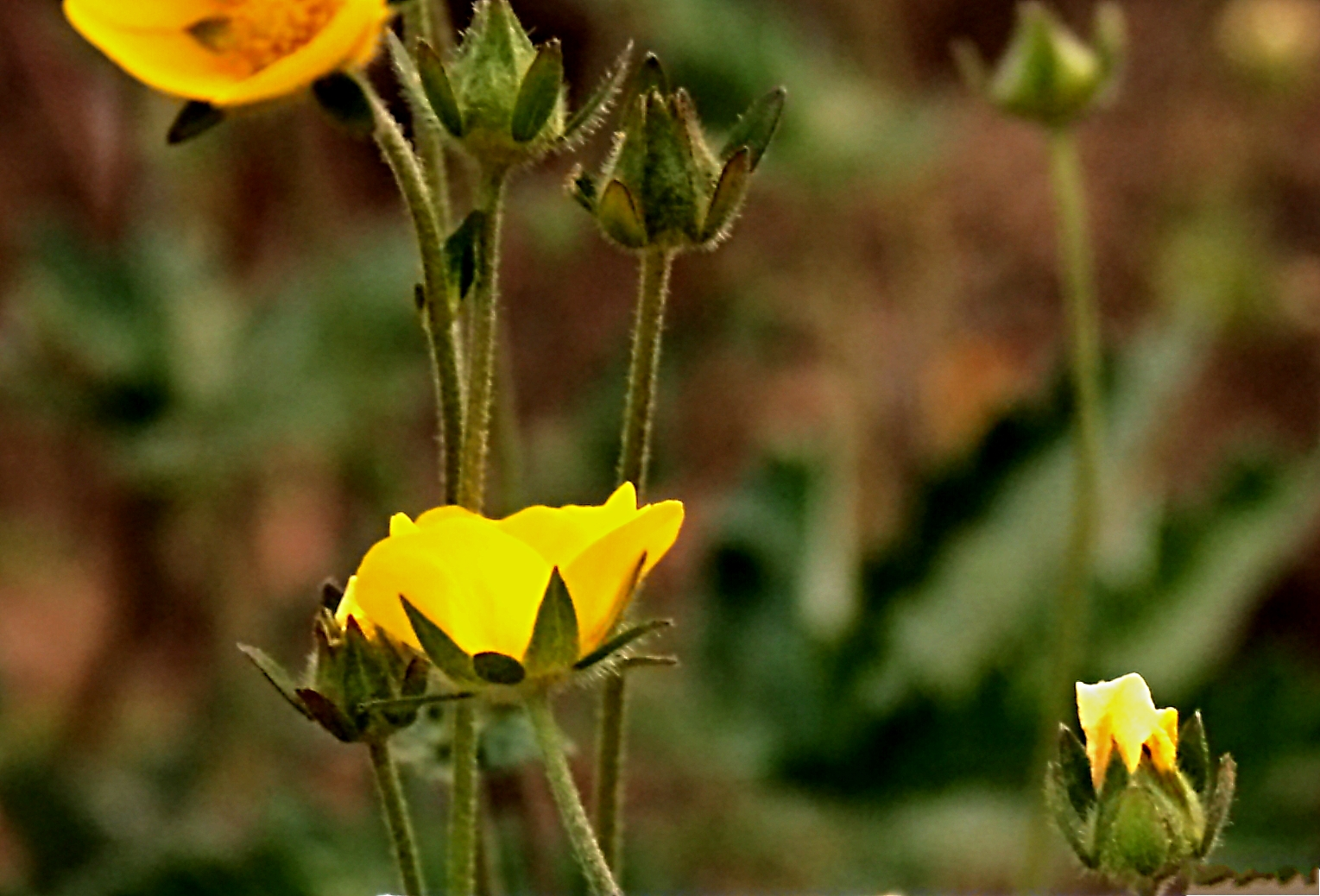
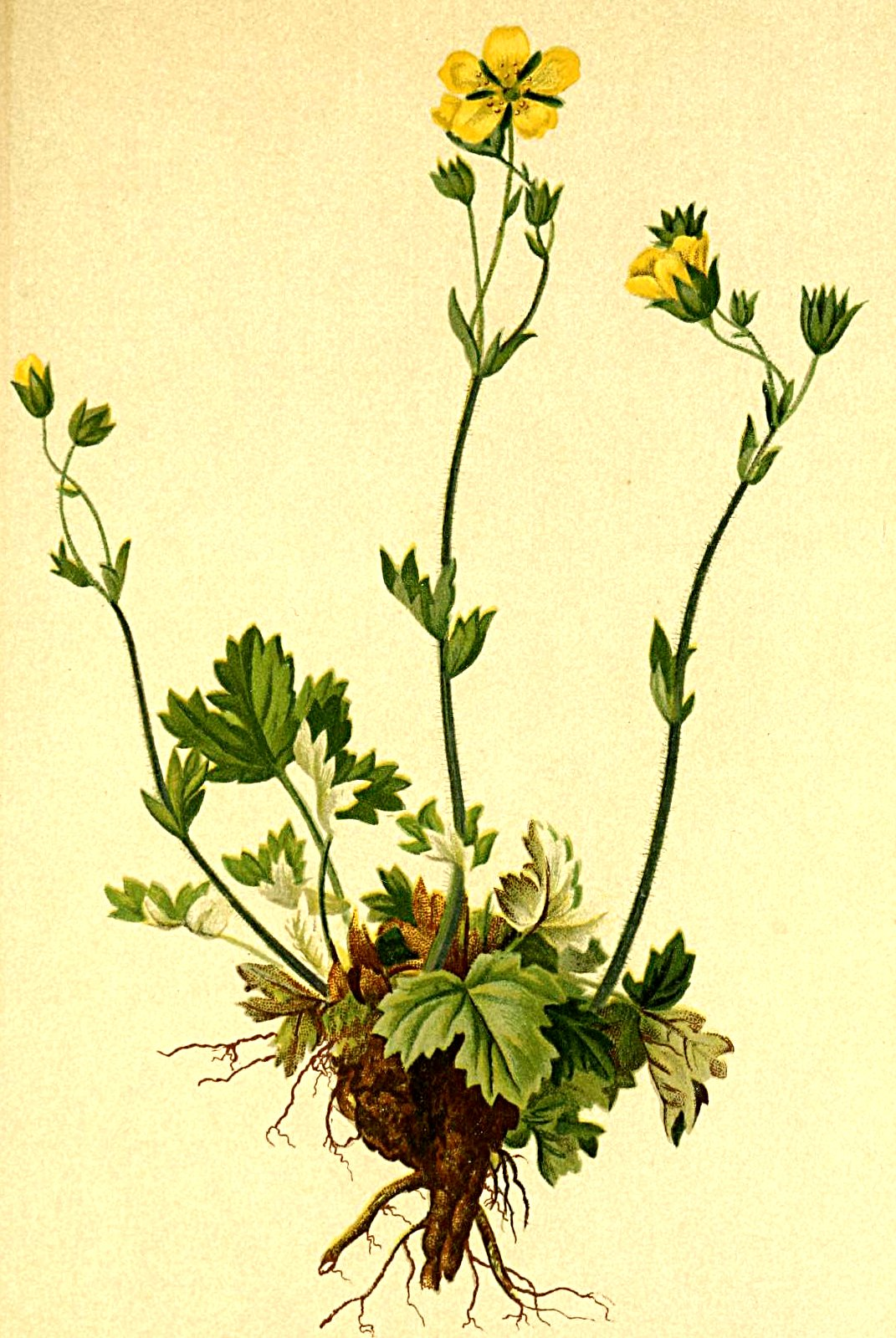
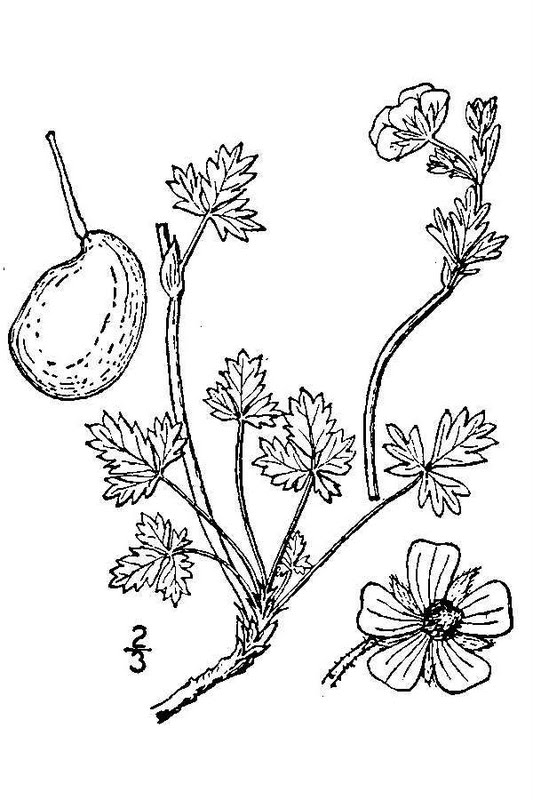